# Jarosław Kilian
Jarosław Adam Kilian est un historien de l'art, metteur en scène, traducteur et conférencier universitaire polonais né le 16 décembre 1962 à Varsovie, enseignant d'études théâtrales à l'Académie de théâtre Alexandre-Zelwerowicz depuis 1995,.